# Francisco Álvarez De Soto

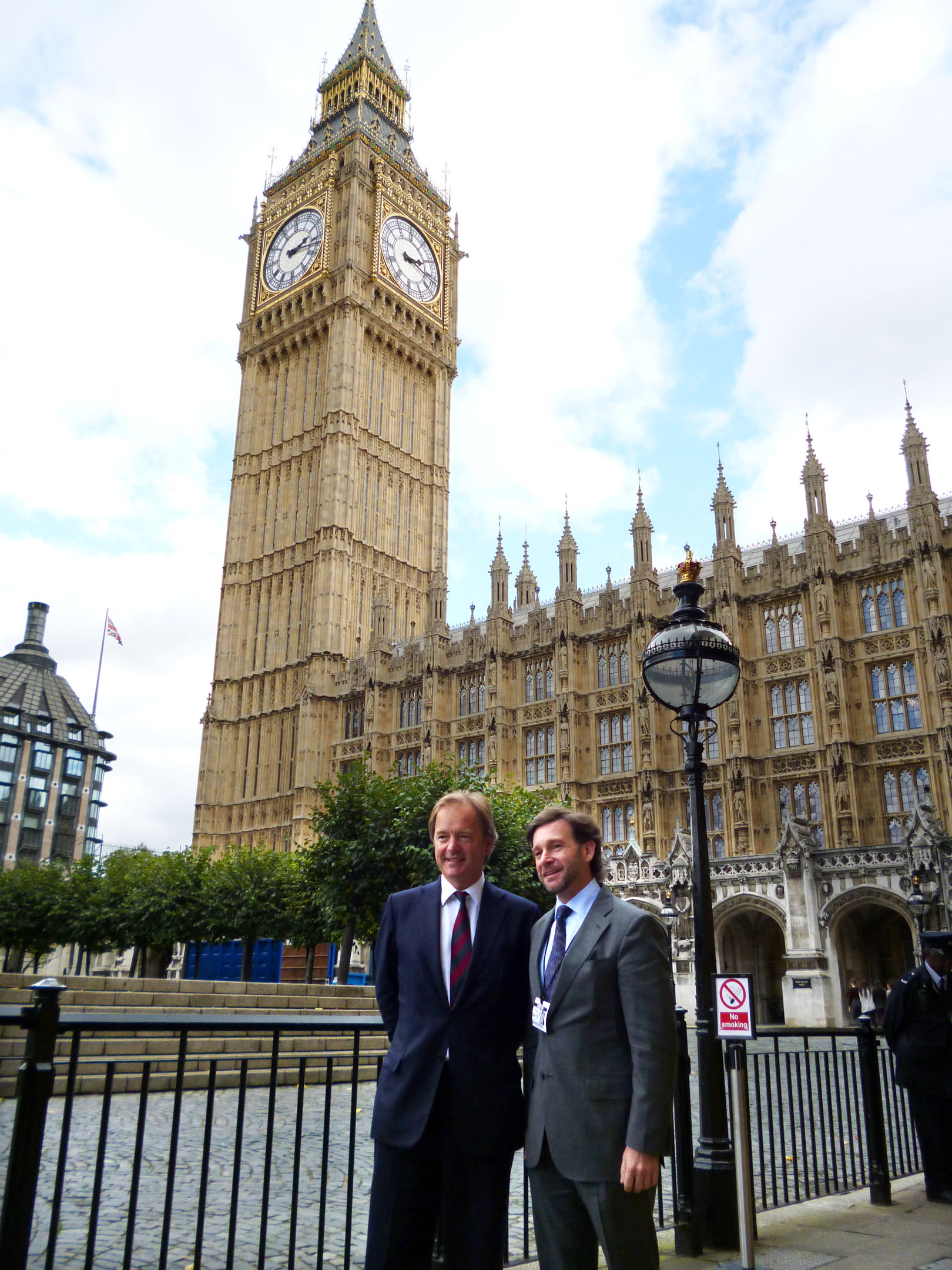
Francisco Alvarez De Soto (rechts) mit Hugo Swire in London (2012)

Francisco Àlvarez De Soto (* 1968 in Panama-Stadt) ist ein panamaischer Anwalt und ehemaliger Außenminister von Panama.

## Leben
Francisco Álvarez De Soto wurde in Panama-Stadt geboren, hat aber in der Schweiz, dem Vereinigten Königreich, Spanien und den USA gelebt. Er studierte Wirtschaftspolitik und Politik an der Tulane University in New Orleans. Außerdem hat er Kurse an der John F. Kennedy School of Government und an der Universidad Latina de Panamá abgeschlossen. An der Loyola University New Orleans machte  er einen Abschluss in Rechtswissenschaft.

## Karriere
Álvarez De Soto praktizierte privat als Anwalt in den Feldern internationales Recht und Wirtschaftsrecht, bevor er 1988 als Anwalt zum panamaischen Rat für Außenhandel ging und als Verhandlungsführer mit der Europäischen Union für Panama eingesetzt wurde.
Er gründete ALVES & Co. im Jahr 2001 und wurde später Direktor für Recht und Vorschriften bei Cable & Wireless Panamá, dem größten Telekommunikationsunternehmen in Zentralamerika.
Bevor er seine Anwaltskarriere im Jahr 2013 fortsetzte, arbeitete er im Ministerium für Handel und Industrie als Sonderbotschafter für internationale Handelsangelegenheiten, Berater, Leiter und Vizeminister der internationalen Handelsverhandlungen und Vizekanzler der Republik Panama, wo er eine Reihe von bilaterale Rechtsabkommen beaufsichtigte.
Im Außenministerium war er Generaldirektor für internationale Wirtschaft, Generalsekretär und Vizeminister.
Außerdem wurde er im Außenminister von Panama, eine Position, die er nicht mehr innehat.